# Ligonchio
Ligonchio é uma comuna italiana da região da Emília-Romanha, província de Reggio Emilia, com cerca de 1.004 habitantes. Estende-se por uma área de 61 km², tendo uma densidade populacional de 16 hab/km². Faz fronteira com Busana, Collagna, Sillano (LU), Villa Minozzo.

## Demografia
| Variação demográfica do município entre 1861 e 2011                               |
|                                                                                   |
| Fonte: Istituto Nazionale di Statistica (ISTAT) - Elaboração gráfica da Wikipedia |